# کمیل قرداحی
کمیل قرداحی (عربی: كميل روحانا قرداحي؛ ۱۱ سپتامبر ۱۹۱۹ – ۱۱ مهٔ ۲۰۱۱) بازیکن فوتبال اهل لبنان بود.
از باشگاه‌هایی که در آن بازی کرده‌است می‌توان به باشگاه راسینگ بیروت اشاره کرد.
وی همچنین در تیم ملی فوتبال لبنان بازی کرده‌است.